# Hybomys lunaris
Hybomys lunaris is een knaagdier uit het geslacht Hybomys dat voorkomt in het Ruwenzori-gebergte in Oeganda. Het is een kleine soort met een kleurpatroon dat van andere soorten verschilt. De oostelijke populaties van Hybomys univittatus uit het oosten van Congo-Kinshasa en Rwanda zijn ook als H. lunaris geïdentificeerd, maar die populaties zijn ofwel een onbeschreven soort, ofwel slechts een populatie van H. univittatus.